# آلت مولن
الت مولن (به آلمانی: Alt Mölln) یک شهر در آلمان است که در شلسویگ-هولشتاین واقع شده‌است.

## خصوصیات
الت مولن ۶٫۴۴ کیلومترمربع مساحت دارد ۲۲ متر بالاتر از سطح دریا واقع شده‌است.